# DAF LF
Il DAF LF è un modello di autocarro progettato, sviluppato e montato da Leyland Trucks e commercializzato sotto il marchio DAF.
Gli LF45 e gli LF55 sono alimentati rispettivamente dai motori B4.5 e B6.7 della Cummins eroganti potenze oscillanti tra i 140 e i 280 CV (103 e 210 kW) e con una coppia motrice tra i 550 e i 1.020 Nm. Sono tutti omologati Euro 4.
Il DAF LF ha vinto il premio International Truck of the Year nel 2002, precedendo nella classifica di quell'anno il Volvo FH e il Renault Magnum.
Destinato prevalentemente alla distribuzione locale di merci è disponibile in varie versioni con massa a pieno carico comprese tra le 6,5 e le 12 tonn per la versione LF 45, tra le 12 e le 19 tonn per la versione LF 55. Nella versione complesso di veicoli con rimorchio o semirimorchio la massa complessiva può raggiungere le 32 tonn.
Tra gli optional disponibili un posto di rilievo è preso dalla possibilità di montare un cambio automatico in luogo del classico cambio manuale. Le cabine disponibili sono due, una da 1.603 mm di profondità ed una seconda, da 2.003 mm, ospitante anche un lettino per il guidatore
Nel 2007 la gamma è stata rivisitata, con la presentazione di nuovi propulsori in regola con le nuove norme Euro 5 ed è stato presentata, in versione prototipo, anche una versione ibrida diesel/elettrica.

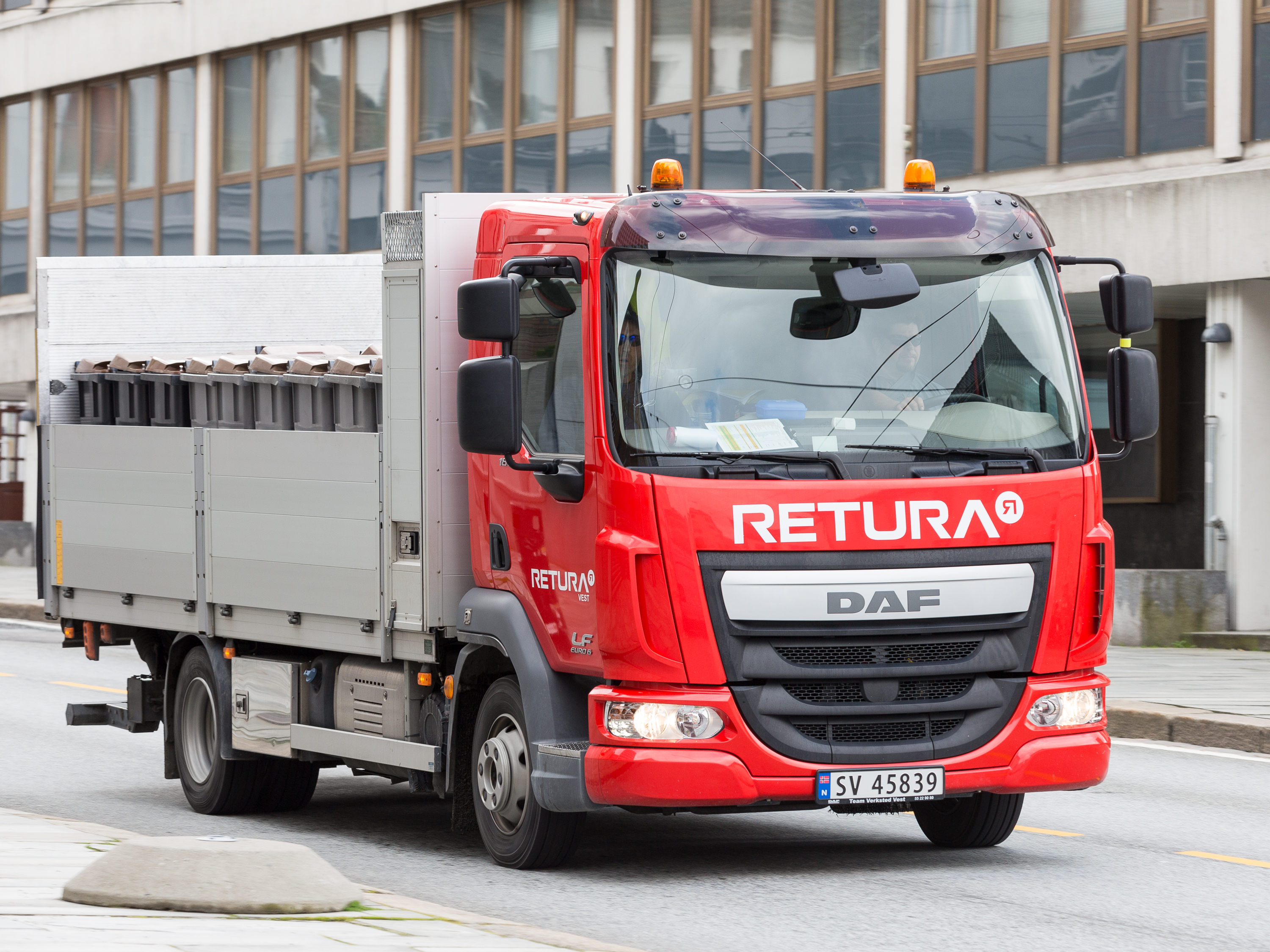
DAF LF Euro 6